# Roncador
El Cayo Roncador (en inglés: Roncador Cay) es una pequeña isla del Banco Roncador, ubicado en el oeste del mar Caribe, frente a las costas de América Central, 140 km al este-noreste de la isla colombiana de Providencia y a 210 km al noreste de San Andrés.
El USS Kearsarge encalló en un arrecife frente a este cayo el 2 de febrero de 1894, y, al ser considerado insalvable, fue declarado perdido por la Marina de Guerra de los Estados Unidos.
Colombia y los Estados Unidos se disputaban el cayo, pero los Estados Unidos renunciaron a su reclamación cuando lo entregaron el 8 de septiembre de 1972 mediante el Tratado Vázquez-Saccio firmado con Colombia.  La soberanía de Colombia sobre Roncador fue ratificada expresamente en el fallo del 19 de noviembre de 2012 de la Corte Internacional de Justicia de La Haya.

## Características

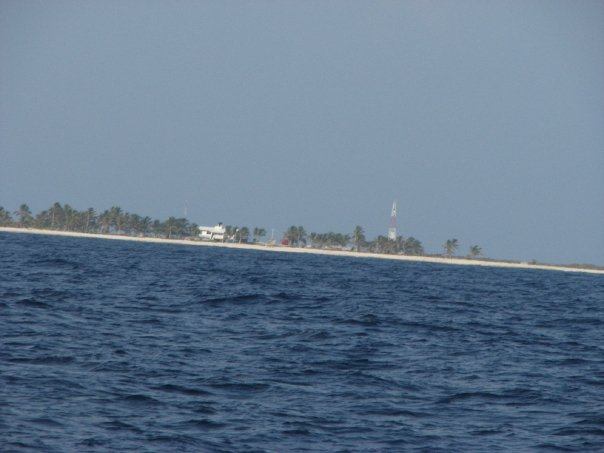
Cayo Roncador.

El Banco Roncador es un atolón alargado, cuyos arrecifes periféricos delinean la figura de un anzuelo. El atolón mide unos 15 km en sentido Noroeste-Sureste y aproximadamente 7 km en su parte más ancha. En el extremo norte de un arrecife periférico, formado por la acumulación de escombros coralinos y sedimentos, se encuentra el Cayo Roncador, el único de dimensiones considerables (600 m de largo por 300 m de ancho), con escasa vegetación, en el cual se erige un faro y hay presencia militar de la Armada Colombiana. El cayo se encuentra escasamente cubierto por vegetación de tipo rastrero.
Por ser un lugar de anidamiento de varias especies de aves marinas, en este cayo hubo explotación de guano hasta comienzos del presente siglo.